# Austrálie na Letních olympijských hrách 1948
Austrálii na Letních olympijských hrách v roce 1948 v Londýně reprezentovalo 75 sportovců v 11 sportech. Ve výpravě bylo 66 mužů a 9 žen.

## Medailisté
| Medaile | Jméno                                                       | Sport     | Soutěž                     |
| ------- | ----------------------------------------------------------- | --------- | -------------------------- |
| Zlato   | John Winter                                                 | Atletika  | Muži skok do výšky         |
| Zlato   | Mervyn Wood                                                 | Veslování | Muži skif                  |
| Stříbro | Theo Bruce                                                  | Atletika  | Muži skok daleký           |
| Stříbro | George Avery                                                | Atletika  | Muži trojskok              |
| Stříbro | Joyce King June Maston Betty McKinnon Shirley Stricklandová | Atletika  | Ženy štafeta 4 × 100 m     |
| Stříbro | John Marshall                                               | Plavání   | Muži 1500 m volný způsob   |
| Stříbro | Beatrice Lyons                                              | Plavání   | Ženy 200 m prsa            |
| Stříbro | Richard Garrard                                             | Zápas     | muži, volný styl do 73 kg  |
| Bronz   | Shirley Stricklandová                                       | Atletika  | Ženy běh na 100 m          |
| Bronz   | Shirley Stricklandová                                       | Atletika  | Ženy 80 m překážek         |
| Bronz   | John Marshall                                               | Plavání   | Muži 400 m volný způsob    |
| Bronz   | Judy Joy Davies                                             | Plavání   | Ženy 100 m znak            |
| Bronz   | Joseph Armstrong                                            | Zápas     | muži, volný styl nad 97 kg |